# باکشا (مجارستان)
باکشا (به مجاری: Baksa) یک شهرداری در مجارستان است که در ناحیه پچ واقع شده‌است. باکشا ۱۳٫۸۲ کیلومتر مربع مساحت و ۷۴۵ نفر جمعیت دارد.